# Dream Within a Dream Tour
Dream Within a Dream Tour foi a quarta turnê da artista americana Britney Spears. Foi lançado em suporte ao seu terceiro álbum de estúdio, Britney (2001). A turnê foi promovida pela Concert West, marcando a primeira vez que Spears não excursionou com a Clear Channel Entertainment. Em 21 de setembro de 2001, foi anunciada uma turnê norte-americana que começou exatamente dois meses depois que várias datas foram adiadas. Em fevereiro de 2002, Spears anunciou a segunda etapa da turnê. Foi dirigido e coreografado por Wade Robson, que explicou que o tema principal do show era a maioridade de Spears e a recente independência. O palco foi projetado por Steve Cohen e Rob Brenner e foi composto de um palco principal e um palco B, unidos por uma pista. Inspirado pela barcaça de Cleópatra, um dispositivo voador foi desenvolvido para que Spears pudesse viajar sobre o público para o palco B. O setlist foi composto principalmente por músicas do álbum de apoio, como Spears sentiu que eles eram mais reflexivos de sua personalidade. Canções de seus dois álbuns de estúdio anteriores também foram incluídas em forma remixada por Robson.
O show foi dividido em sete segmentos, sendo o último o encore. Spears abriu o show pendurada em uma roda giratória; ela continuou com Spears tocando uma série de sucessos antigos, pulando em cordas de bungee jump do dispositivo voador para o palco e dançando em um ambiente de selva. A maioria das performances foi acompanhada por efeitos especiais extravagantes, incluindo confetes, pirotecnia, luzes laser e nevoeiro artificial e neve. No encore, havia uma tela de água que bombeava duas toneladas de água no palco; isso foi considerado uma das performances marcantes da turnê. Durante a etapa de 2002, algumas mudanças foram feitas; várias músicas foram remixadas, e Spears estreou várias canções inéditas que incluíam "Mystic Man". O show foi aclamado pela crítica, que elogiou o show por ser inovador e divertido, enquanto alguns o rejeitaram por tirar a atenção da música.
Segundo a Billboard, as datas de 2001–02 na América do Norte tiveram uma média de US$ 803.683 e 14.344 em público. Segundo a Pollstar, a turnê rendeu  US$ 53.3 milhões e 946,169 de ingressos vendidos em 66 shows, não incluindo o show japonês no Tokyo Dome em Tóquio para um público de 62.011 pessoas. Em 27 de julho de 2002, Spears se apresentou para 51.261 fãs no estádio Foro Sol na Cidade do México. O show arrecadou US$ 2.251.379 e foi o 37º na Pollstars de 200 Melhores Concertos na América do Norte. Durante o segundo show no México, Spears deixou o palco após a sexta música devido a uma tempestade de raios; o show foi cancelado e irritou o público. A turnê foi transmitida ao vivo em um especial da HBO em 18 de novembro de 2001, e ganhou um Emmy de Direção Técnica Excepcional na cerimônia de 2002. O DVD do especial intitulado Live from Las Vegas foi lançado em janeiro de 2002.

## Antecedentes

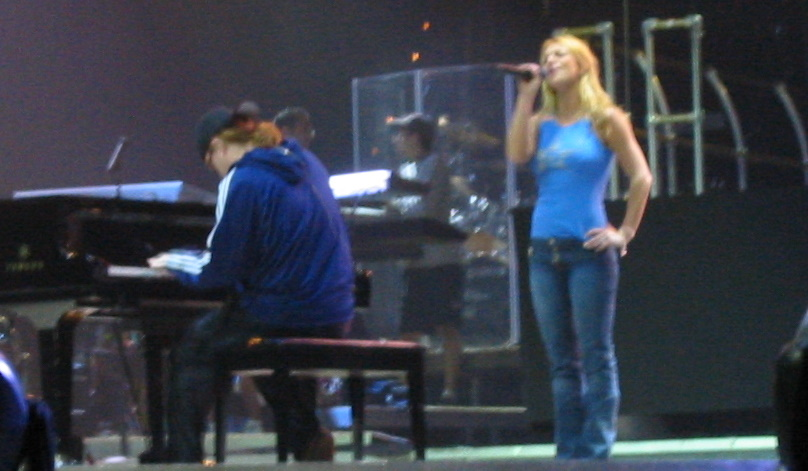
Spears na checagem de som em Oklahoma City

Em 19 de julho de 2001, a banda de Spears anunciou que haveria uma turnê para divulgar seu terceiro álbum de estúdio, Britney (2001). No dia seguinte, a gravadora de Spears, Jive Records, confirmou que havia uma turnê planejada para o outono. A Dream Within a Dream Tour foi promovida pela Concert West, escolhida após uma batalha muito divulgada com a Clear Channel Entertainment (CCE), promotora de concertos, que havia promovido suas turnês anteriores. Isso marcou a primeira vez que Concertos West superou a CCE, com relatos afirmando que Spears ganharia entre US$ 13 e US$ 15 milhões durante a turnê. O gerente de Spears, Larry Rudolph, comentou sobre a situação, dizendo:

"A Clear Channel é uma empresa incrível e tenho certeza de que faremos mais negócios com eles. Nós fomos com a Concerts West porque eles são uma empresa de turismo forte e porque eles têm propriedades auxiliares, em que [as matrizes da AEG possuem] cerca de 7.000 cinemas em todo o país. Esta decisão não foi tomada para excluir a Clear Channel. Foi feito para incluir concertos ocidentais. A [AEG] tem a capacidade de nos ajudar a comercializar nossos principais produtos – o álbum e a turnê – e nossas propriedades secundárias – e o filme."

Em 20 de setembro de 2001, as datas foram divulgadas junto com a lista de faixas do álbum. A turnê foi programada para começar em 26 de outubro de 2001, mas foi adiada até 31 de outubro, depois que Spears ficou doente e foi prescrito cinco dias de descanso. A turnê foi adiada mais um dia devido a atrasos de produção e finalmente começou na Nationwide Arena em Columbus, Ohio. Antes do início da turnê, Spears anunciou que planejava doar US$ 1 de cada ingresso para os filhos de bombeiros e policiais mortos durante os ataques de 11 de setembro. Ela também planejava vender mercadorias e leiloar os assentos na primeira fila, na esperança de arrecadar US$ 2 milhões. Em 26 de fevereiro de 2002, mais datas norte-americanas foram divulgadas através de seu site oficial começando em Las Vegas, no Mandalay Bay. A segunda etapa da turnê foi patrocinada pela Samsung. Em conjunto com a empresa de entretenimento WFX, eles ofereceram um serviço de telefone celular que continha mercadorias colecionáveis e um cartão de membro com acesso a relatórios de bastidores diretamente de Spears. Ela afirmou que "[a oferta] é uma maneira nova e excitante para eu ficar conectado com meus fãs".

## Desenvolvimento

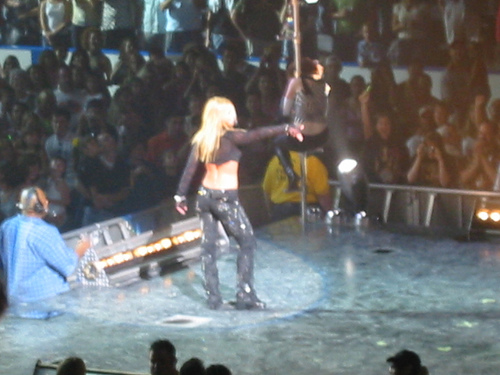
Spears apresentando "(You Drive Me) Crazy"

O nome da turnê foi baseado no poema de Edgar Allan Poe com o mesmo nome. A turnê foi dirigida e coreografada pelo coreógrafo australiano Wade Robson. Ele explicou o conceito da turnê dizendo:

"O show vai ser muito, muito teatral–é muito complicado. É um show enorme com muita música nova. Vai ser bem diferente. [...] Você vai aprender muito mais sobre ela como pessoa. O show vai ser sobre como ela está se tornando uma mulher, como ela está se encontrando e sua independência. Ela sabe o que quer fazer, sabe quem ela quer ser, e é sobre isso que o show é."

O palco foi projetado pelo designer de produção Steven Cohen e pelo gerente de produção Rob Brenner para o especial da HBO. Esta foi a primeira vez que Spears usou todo um novo design de palco depois de ter usado um final típico com uma rampa e escadas no centro, como em suas três primeiras turnês (...Baby One More Time Tour, (You Drive Me) Crazy Tour, e Oops!... I Did It Again Tour). Cohen projetou o palco principal com uma forma oval para que Spears pudesse se apresentar ao redor do palco e assim ficaria bem com vários ângulos de câmera. Ele disse que o restante do palco foi criado com três componentes principais em mente: uma pista, um palco B e um dispositivo voador sobre a multidão. O último foi desenvolvido, como explicou Cohen, "em torno deste conceito de barcaça de Cleópatra, eu me meti em dúvida ao projetar quando o filme Cleópatra estava sendo executado em segundo plano. Ele precisava ser elegante e estilizado, mas também de alta tecnologia, porque teria que estar viajando em motores convencionais e mecanismos de transporte. Além disso, tinha que ter uma área de desempenho grande o suficiente para ela e os dançarinos." Brenner continuou: "Eu queria tentar dar ao público nos fundos a mesma experiência que nas primeiras 10 fileiras." A pista unindo o palco principal e o palco B foi sugerida por um dos gerentes de Spears, Johnny Wright. O palco inteiro foi construído por Michael Tait, da Tait Towers. Cohen disse: "Nós assumimos um papel mais amplo na preparação dos desenhos para Michael. Queríamos manter a essência do visual do show, tanto em termos gerais quanto na execução dessas várias peças. [...] [Ele] fez um ótimo trabalho ao executar os detalhes finos, como os corrimãos de mão, as luzes do chão e as coberturas do MR-16. Quando você está fazendo algo para a TV, todas essas peças são peças em primeiro plano. Os espelhos nas plataformas e a pintura no chão faziam o show parecer melhor na TV."

"Não tínhamos ideia do potencial da tela de água, até montá-la em Lakeland, Flórida [o local dos ensaios da turnê], seis ou sete meses depois que decidimos colocá-la. Houve muito design e engenharia técnica antes de voltarem para nós e disseram que poderiam fazê-lo. Na verdade, é um sistema de duas partes [...] A tela de água, que está no ar, tem bombas que alimentam a tela de água que desce. Mas precisávamos ser capazes de pegar a água e bombeá-la para o outro conjunto de bombas. Então esse foi um desafio único para nós porque nunca havia sido feito antes. Levamos cerca de dois meses para ver se poderíamos fazê-lo funcionar. Por mais experiência que Steve e eu tenhamos, essa era uma entidade desconhecida e não tínhamos certeza do que teríamos que lidar. [...] [É] um dos itens da assinatura nesta turnê. Na primeira vez que eles ligaram, Steve e eu nos entreolhamos e sorrimos, porque em nossos sonhos nunca imaginamos que seria tão bom quanto parece. Quando ligamos a água, há um silêncio que passa pela arena. Você quase pode ouvi-los sussurrando um para o outro, ‘Isso é água?’ Eles já viram tanto a esse ponto, e muitas das crianças nesses shows estão no primeiro show, então o pyro, o laser, a barcaça voadora e o bungee – todos esses efeitos são novos para eles. É tudo que eles nunca viram antes, e quando você pensa que não pode ser superado, nós ligamos a tela da água".

–Rob Brenner, explicando o desenvolvimento da tela de água
As telas de vídeo mostraram cenas ao vivo e cenas especiais dirigidas por Robson. Cohen trabalhou por Danny O'Brien na BCC Video para criar cubos LED de vídeo personalizados de frente e verso que pendiam acima do palco. Havia três telas de vídeo de tamanho maior acima da área do palco. A roda giratória em que Spears abriu o show foi feita pela Branam Enterprises e foi anexada a uma plataforma também criada pela Tait Towers. 171 lasers de luz branca foram fornecidos pela Spectra. A gigantesca caixa de música da qual Spears surgiu em "Born to Make You Happy" (1999) foi desenhada por Michael Cotton. O confete foi disparado de máquinas fornecidas pela Pyrotek. A pirotecnia era feita por Gerb Fountains, enquanto a neve artificial era fornecida pela Little Blizzard. Durante o encore da performance de "...Baby One More Time" (1998), houve uma tela de água na qual foram despejados quase duas toneladas de água bombeada a 360 galões por minuto. Cohen disse: "A tela de água é a pedra angular de todo o projeto porque afeta todos os sistemas – elétricos, encenação, dança. Rob descobriu a empresa (Chameleon Productions de Orlando, Flórida) que faz a tela, e eu imediatamente olhei para o que eles tinha em estoque, que era uma linha reta. E eu sabia que não queríamos uma linha reta. Nós queríamos uma tela de água circular para que pudéssemos construir fisicamente um chuveiro para ela ficar no meio e não se molhar e, em seguida, atravessar quando quisesse. Claro, todo mundo achava que eu era louco, então eu sugeri uma forma de seis lados. Todos estavam preocupados que as lacunas entre as seções pudessem causar falhas. Mas eu continuo dizendo que se você colocá-los no ar, a gravidade fará com que a água se ligue a si mesma."
A iluminação foi projetada por Cohen e seu sócio na Steve Cohen Productions, Joel Young, atuou como diretor de iluminação da turnê. Cohen continuou dizendo: "Todos os nossos shows [são] fortemente baseados em cores – tudo é rico em cores. Há muitas camadas que não são confusas, então a pureza passa." Young programou o show em um console Flying Pig Systems Wholehog II, que ele rodou enquanto ligava os 13 followspots simultaneamente para cada show." A Steve Cohen Productions também atuou como fornecedor de iluminação da turnê e sublocou os equipamentos que eles exigiram da Westsun e Fourth Phase/LSD. Syncrolite forneceu suas próprias luzes de 3k. Além dos Syncrolites, o resto da iluminação era uma combinação de equipamentos automatizados da Coemar e High End Systems e luminárias convencionais. Havia um total de 215 luzes ativas.

## Setlist
1. "Dream Within a Dream" (Video Introduction)
2. "Oops!... I Did It Again"
3. "(You Drive Me) Crazy"
4. "It Was All In Your Mind" (Dance Interlude)
5. "Overprotected"
6. "Storytime" (Video Interlude) (contains elements from "From the Bottom of My Broken Heart" and "Born to Make You Happy")
7. "Born to Make You Happy" / "Lucky" / "Sometimes"
8. "Storytime" (Reprise) (Video Interlude)
9. "Boys"
10. "Stronger"
11. "I'm Not a Girl, Not Yet a Woman"
12. "Making The Band" (Video Interlude)(contains excerpts from "Who Let the Dogs Out?", "Music" and "I Love Rock and Roll")
13. "I Love Rock and Roll"
14. "What It's Like To Be Me"
15. "Lonely"
16. "Breakdown" (Dance Interlude)
17. "Don't Let Me Be the Last to Know"
18. "Crayola World" (Video Interlude)
19. "Anticipating"
20. "I'm a Slave 4 U"
21. "...Baby One More Time"

## Cancelamento do segundo show no México
Em 28 de julho de 2002, um domingo, um segundo show da cantora na Cidade do México seria realizado no Foro Sol para 52 mil fãs. De fato, o show foi iniciado como programado inicialmente, entretanto, com quase uma hora de show, pouco depois de apresentar a oitava canção, "Stronger", Spears deixou o palco, dizendo apenas: "Me desculpe, México. Eu amo vocês, tchau". Poucos minutos depois, foi anunciado através dos auto-falantes do estádio para o confuso público que o "restante do show estaria sendo cancelado" devido às más condições climáticas, uma vez que chovia forte durante o ocorrido, e uma tempestade de raios se formava sobre a cidade.
No dia seguinte, de acordo com os dois dos principais jornais da cidade, Milenio e El Universal, fãs incrédulos e revoltados vaiaram a cantora, xingando-a e acusando-a de "trapaceira" logo após serem informados do cancelamento do show. Ainda de acordo com esses jornais, alguns fãs mais exaltados arrancaram cadeiras da arquibancada e atirara-as contra o palco, sendo preciso chamar a polícia local para controlar a multidão.
Dois dias depois do ocorrido, em 31 de julho, um comunicado da cantora para "seus fãs mexicanos" foi divulgado na imprensa mexicana: "Eu realmente sinto muito por não ter conseguido finalizar meu show para os meus fãs mexicanos. Vocês mexicanos, formam algumas das melhores plateias do mundo! Eu e minha equipe decidimos cancelar o restante do show pois não tínhamos escolha, uma vez que uma forte chuva estava se formando, bem como uma tempestade de raios" (a cantora deixou o México logo após a interrupção do show, seguindo do Foro Sol direto para o aeroporto, temendo represálias). O presidente da Osesa Presenta, produtora mexicana responsável pelos shows, Guillermo Parra, em entrevista ao jornal El Universal, disse: "as condições climáticas não podem ser controladas por nós, e por isso o show foi cancelado".
Foi anunciado aos fãs que eles seriam reembolsados pela Osesa Presenta a partir de 1 de agosto. A Jive Records, gravadora da cantora, em um comunicado nesse mesmo dia, disse: "A tempestade de raios e a forte chuva do dia fizeram essencial para a segurança de Britney, bem como de sua equipe e dos próprios espectadores, que o show fosse interrompido. Spears começou o show durante o intervalo entre duas grandes tempestades, mas o risco de vida gerado pela segunda tempestade (que começou pouco depois do inicio do show), uma tempestade de raios, fez com que fosse impossível (e irresponsável) continuar o show".
Uma semana depois do ocorrido, a Osesa Presenta informou que iria processar Britney Spears e sua equipe, bem como a gravadora Jive Records e a produtora Live Nation, pelo prejuízo de cerca de MX$14 milhões (cerca de US$2 milhões) devido ao cancelamento do show. O processo só foi resolvido em 2005.

## Gravações e Transmissões
Em 18 de novembro de 2001, o concerto no MGM Grand Arena em Las Vegas, foi televisionada ao vivo em no canal pago HBO, e depois foi lançado em DVD em 22 de janeiro de 2002, intitulado Britney Spears: Live From Las Vegas.

## Datas
| Data                 | Cidade            | País           | Local                      |
| -------------------- | ----------------- | -------------- | -------------------------- |
| América do Norte     |                   |                |                            |
| 1 de Novembro, 2001  | Columbus          | Estados Unidos | Nationwide Arena           |
| 2 de Novembro, 2001  | Pittsburgh        | Estados Unidos | Mellon Arena               |
| 5 de Novembro, 2001  | Toronto           | Canadá         | Air Canada Centre          |
| 7 de Novembro, 2001  | Uniondale         | Estados Unidos | Nassau Coliseum            |
| 8 de Novembro, 2001  | University Park   | Estados Unidos | Bryce Jordan Center        |
| 9 de Novembro, 2001  | Cleveland         | Estados Unidos | Gund Arena                 |
| 10 de Novembro, 2001 | Cincinnati        | Estados Unidos | FirStar Center             |
| 12 de Novembro, 2001 | Denver            | Estados Unidos | Pepsi Center               |
| 13 de Novembro, 2001 | Salt Lake City    | Estados Unidos | Delta Center               |
| 17 de Novembro, 2001 | Las Vegas         | Estados Unidos | MGM Grand Garden Arena     |
| 18 de Novembro, 2001 | Las Vegas         | Estados Unidos | MGM Grand Garden Arena     |
| 20 de Novembro, 2001 | Anaheim           | Estados Unidos | Arrowhead Pond Pavilion    |
| 21 de Novembro, 2001 | Los Angeles       | Estados Unidos | Staples Center             |
| 26 de Novembro, 2001 | Auburn Hills      | Estados Unidos | The Palace of Auburn Hills |
| 27 de Novembro, 2001 | Milwaukee         | Estados Unidos | Bradley Center             |
| 28 de Novembro, 2001 | Rosemont          | Estados Unidos | Allstate Arena             |
| 28 de Novembro, 2001 | Minneapolis       | Estados Unidos | Target Center              |
| 1 de Dezembro, 2001  | Atlantic City     | Estados Unidos | Boardwalk Hall             |
| 2 de Dezembro, 2001  | East Rutherford   | Estados Unidos | Continental Airlines Arena |
| 3 de Dezembro, 2001  | Albany            | Estados Unidos | Pepsi Arena                |
| 5 de Dezembro, 2001  | Nova York         | Estados Unidos | Madison Square Garden      |
| 8 de Dezembro, 2001  | Hartford          | Estados Unidos | Hartford Civic Center      |
| 9 de Dezembro, 2001  | Boston            | Estados Unidos | Fleet Center               |
| 10 de Dezembro, 2001 | Philadelphia      | Estados Unidos | First Union Center         |
| 11 de Dezembro, 2001 | Boston            | Estados Unidos | Fleet Center               |
| 14 de Dezembro, 2001 | Raleigh           | Estados Unidos | RBC Center                 |
| 15 de Dezembro, 2001 | Atlanta           | Estados Unidos | Philips Arena              |
| 16 de Dezembro, 2001 | Nova Orleans      | Estados Unidos | New Orleans Arena          |
| 18 de Dezembro, 2001 | Tampa             | Estados Unidos | St. Pete Time's Forum      |
| 19 de Dezembro, 2001 | Miami             | Estados Unidos | American Airlines Arena    |
| 21 de Dezembro, 2001 | Washington, D.C.  | Estados Unidos | MCI Center                 |
| Ásia                 |                   |                |                            |
| 25 de Abril, 2002    | Tóquio            | Japão          | Tokyo Dome                 |
| América do Norte     |                   |                |                            |
| 24 de Maio, 2002     | Las Vegas         | Estados Unidos | Mandalay Bay Events Center |
| 25 de Maio, 2002     | Las Vegas         | Estados Unidos | Mandalay Bay Events Center |
| 28 de Maio, 2002     | Vancouver         | Canadá         | Pacific Coliseum           |
| 29 de Maio, 2002     | Tacoma            | Estados Unidos | Tacoma Dome                |
| 30 de Maio, 2002     | Portland          | Estados Unidos | Rose Garden Arena          |
| 1 de Junho, 2002     | Oakland           | Estados Unidos | Oakland Arena              |
| 2 de Junho, 2002     | San Jose          | Estados Unidos | Compaq Center              |
| 4 de Junho, 2002     | Los Angeles       | Estados Unidos | Staples Center             |
| 5 de Junho, 2002     | San Diego         | Estados Unidos | Cox Arena                  |
| 6 de Junho, 2002     | Los Angeles       | Estados Unidos | Staples Center             |
| 10 de Junho, 2002    | Sacramento        | Estados Unidos | ARCO Arena                 |
| 12 de Junho, 2002    | Phoenix           | Estados Unidos | America West Arena         |
| 14 de Junho, 2002    | Lubbock           | Estados Unidos | United Spirit Arena        |
| 15 de Junho, 2002    | San Antonio       | Estados Unidos | Alamodome                  |
| 16 de Junho, 2002    | Houston           | Estados Unidos | Summit Forum               |
| 20 de Junho, 2002    | Chicago           | Estados Unidos | United Center              |
| 21 de Junho, 2002    | Indianapolis      | Estados Unidos | Conseco Fieldhouse         |
| 22 de Junho, 2002    | St. Louis         | Estados Unidos | Savvis Center              |
| 24 de Junho, 2002    | Auburn Hills      | Estados Unidos | The Palace of Auburn Hills |
| 25 de Junho, 2002    | Hamilton          | Canadá         | Copps Coliseum             |
| 26 de Junho, 2002    | Buffalo           | Estados Unidos | HSBC Arena                 |
| 28 de Junho, 2002    | Philadelphia      | Estados Unidos | Wachovia Center            |
| 29 de Junho, 2002    | Boston            | Estados Unidos | Fleet Center               |
| 30 de Junho, 2002    | Worcester         | Estados Unidos | Forum Worcester            |
| 5 de Julho, 2002     | Atlantic City     | Estados Unidos | Boardwalk Hall             |
| 6 de Julho, 2002     | East Rutherford   | Estados Unidos | Continental Airlines Arena |
| 9 de Julho, 2002     | Uniondale         | Estados Unidos | Nassau Coliseum            |
| 10 de Julho, 2002    | Washington, D.C.  | Estados Unidos | Verizon Center             |
| 11 de Julho, 2002    | Charlotte         | Estados Unidos | Charlotte Coliseum         |
| 13 de Julho, 2002    | Fort Laudardale   | Estados Unidos | National Car Rental Center |
| 14 de Julho, 2002    | Orlando           | Estados Unidos | TD Waterhouse Centre       |
| 18 de Julho, 2002    | Bossier City      | Estados Unidos | CenturyTel Center          |
| 19 de Julho, 2002    | Oklahoma City     | Estados Unidos | City Center                |
| 20 de Julho, 2002    | North Little Rock | Estados Unidos | Alltel Arena               |
| 22 de Julho, 2002    | Dallas            | Estados Unidos | American Airlines Center   |
| 27 de Julho, 2002    | Cidade do México  | México         | Foro Sol                   |